# Машиностроительная улица (Киев)
Машиностроительная улица — улица в Соломенском районе, города Киев, местность Грушки. Пролегает от улицы Вадима Гетьмана до улицы Николая Василенко.
Примыкают улицы Деснянская, Днестровская, Гарматная, Полковника Шутова и Чугуевский переулок.

## История
Улица возникла в конце XIX века, называлась 5-я Дачная улица (5-я Дачная линия) . С 1955 года — Машиностроительная улица. Пролегала до Борщаговской улицы. В нынешних пределах — с 1982 года. В справочниках «Улицы Киева» начиная с 1975 года приведена под нынешним названием. С 2005 года получила название улица Георгия Гонгадзе, в честь журналиста Георгия Гонгадзе. Современное название восстановлено в 2007 году.

## Учреждения
- 5-я киевская государственная нотариальная контора (д. № 8).
- Завод экспериментальных промышленных технологий (д.№ 46).
- Киевский завод стеклоизделий (д. № 42).